# Triple Crown (baseboll)
| Miguel Cabrera (till vänster) är den senaste slagmannen och Tarik Skubal den senaste pitchern att prestera en Triple Crown i Major League Baseball (2012 respektive 2024). |  | Miguel Cabrera (till vänster) är den senaste slagmannen och Tarik Skubal den senaste pitchern att prestera en Triple Crown i Major League Baseball (2012 respektive 2024). |
| Miguel Cabrera (till vänster) är den senaste slagmannen och Tarik Skubal den senaste pitchern att prestera en Triple Crown i Major League Baseball (2012 respektive 2024). |  | |

Triple Crown i baseboll innebär att en spelare under en säsong har bäst statistik i sin liga i tre viktiga kategorier.
Det finns en Triple Crown för slagmän och en för pitchers. För slagmän gäller det att ha högst slaggenomsnitt, flest homeruns och flest RBI:s (inslagna poäng). För pitchers gäller det att ha flest vinster, lägst earned run average (ERA) och flest strikeouts.